# Kongres Skonfederowanych Stanów Ameryki
Kongres Skonfederowanych Stanów Ameryki – ciało ustawodawcze Stanów Skonfederowanych funkcjonujące podczas wojny secesyjnej od 1861 do 1865 roku. Podobnie jak Kongres Stanów Zjednoczonych składał się z dwu izb: Senatu, członkami którego było dwóch senatorów z każdego stanu oraz Izby Reprezentantów, której liczba członków była proporcjonalna do liczby obywateli poszczególnych stanów (z doliczeniem 3/5 liczby niewolników).
Uchwalił szereg aktów prawnych, m.in. powołał armię i marynarkę wojenną Konfederacji oraz wprowadził wojenną reglamentację obrotu towarami, zwłaszcza bawełną.